# Pieter Couterel
Pieter Couterel (voornaam ook: 'Pe(e)ter' of 'Pierre', achternaam ook 'Cotterel', 'Coutreel', 'Cout(h)ereel' of 'Koutereel'; ca. 1320 - kort na 1373) was meier van Leuven vanaf 1348. Hoewel niet van adel of bijzonder rijk, werd hij niettemin door hertog Jan III van Brabant op deze hoge post benoemd. Hij kocht de heerlijkheid Asten van Hendrik van Stakenborg en werd in 1362 hiermee beleend door de hertog van Brabant als teken van dank voor bewezen goede diensten. Sindsdien hadden de hertogen van Brabant veel meer over hun leenmannen te vertellen, want de familie Van Cuijk was voordien zeer machtig en regelde veel zaken zelf.

## Opstand te Leuven
Pieter Couterel leidde in 1360 een volksopstand tegen het stadsbestuur van Leuven. De oorzaak was een slechte economische toestand ten gevolge van een crisis in de lakennijverheid. De verhouding tussen Couterel en het stadsbestuur was al slecht vanaf zijn aantreden als meier. Couterel koos positie voor de handwerkslieden en tegen de adel. Hij bezette het stadhuis en nam de schepenen gevangen. Hij werd nu heer van Leuven en was van mening dat, naast vertegenwoordigers van de adel, ook vertegenwoordigers van de handwerkslieden in het stadsbestuur dienden plaats te nemen.
Ondanks diverse pogingen tot vrede bleef het lang roerig. De adel ontvluchtte de stad en Couterel vulde het machtsvacuüm op en werd in 1362 tot burgemeester benoemd. Nu kon hij ook munten slaan en de inkomsten die hieruit voortvloeiden bereikten nimmer de kas van de stad. Er wordt beweerd dat Couterel deze in eigen zak stak. De edelen betoogden bij hertog Wenceslaus I dat ze de stad niet in mochten, waarop de hertog besloot orde op zaken te stellen. De poorten werden geopend, de adel trok binnen en Couterel vluchtte met 70 hem trouw gebleven ridders naar Tervuren.

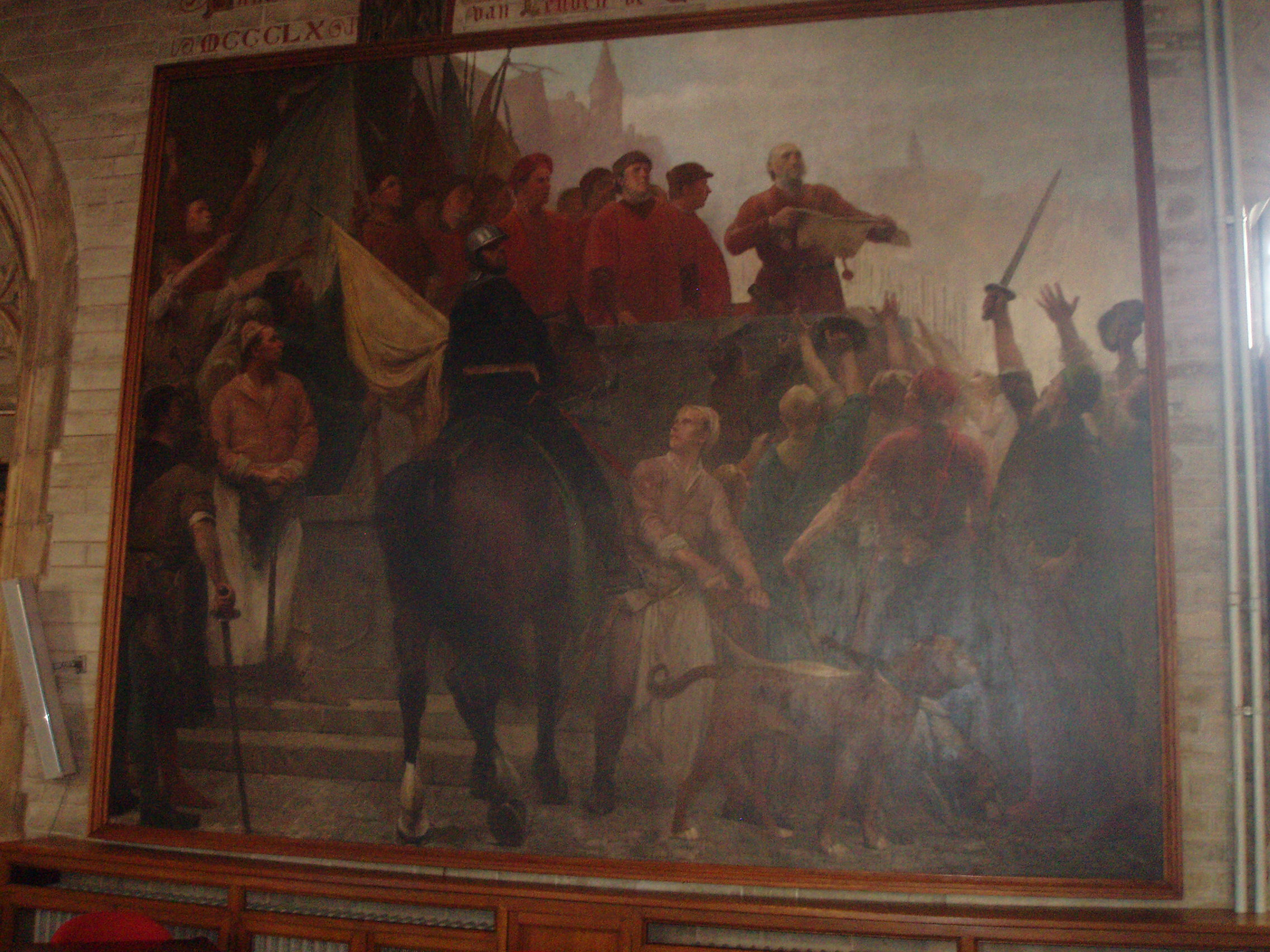
Pieter Coutereel verscheurt voor het volk van Leuven de voorrechten van de patriciërs door André Hennebicq

## Veroordeling
Nu was Pieter Couterel bang voor een aanslag, en hij trok zich terug op Kasteel Asten, samen met een talrijke aanhang. Het nieuwe, hem vijandig gezinde, stadsbestuur van Leuven weigerde hem zijn lijfrente te betalen en hij trachtte iedere vijand die zich buiten Brabant begaf te pakken te krijgen. Bovendien smeedde hij complotten. Dit alles had weinig succes. De positie van de handwerkslieden werd weer slecht zoals vroeger. In 1364 viel Pieter Couterel in ongenade. De goederen van Pieter Couterel, waaronder de heerlijkheid Asten, werden verbeurd verklaard en hijzelf werd uit Brabant verbannen, en mogelijk zelfs vogelvrij verklaard. Pas later, toen de adel niets meer van hem te duchten had, mocht hij in 1369 naar Leuven terugkeren, waar hij uiteindelijk verarmd en vereenzaamd stierf.
Zijn dochter Gertrudis Couterel trouwde in 1355 met Hendrik van Cuijk, die in 1366 beleend werd met de heerlijkheid Asten.

## Herinnering
Pieter Couterel werd door sommige historici als een eerzuchtige machtswellusteling, door anderen als een vooruitstrevend emancipator gezien, die de Leuvense Jacob van Artevelde werd genoemd. Er is een beeld van hem aangebracht op de gevel van het Stadhuis van Leuven en in de gotische zaal van het stadhuis hangt een groot schilderij van André Hennebicq Pieter Coutereel verscheurt voor het volk van Leuven de voorrechten van de patriciërs (1890). Op het Ferdinand Smoldersplein, tegenover het Gerechtsgebouw, staat een standbeeld van Couterel van de hand van Georges Vandevoorde, ingehuldigd op 13 september 1936. In de twintigste eeuw werd ook de Kaertspelstraet hernoemd tot Pieter Coutereelstraat.

## Trivia
Voor de mogelijke etymologie van zijn naam, zie kouter.